# Balasamudram
Balasamudram es una ciudad y nagar Panchayat situada en el distrito de Dindigul en el estado de Tamil Nadu (India). Su población es de 14179 habitantes (2011). Se encuentra a 57 km de Dindigul.

## Demografía
Según el censo de 2011 la población de Balasamudram era de 14179 habitantes, de los cuales 7108 eran hombres y 7071 eran mujeres. Balasamudram tiene una tasa media de alfabetización del 66,54%, inferior a la media estatal del 80,09%: la alfabetización masculina es del 74,29%, y la alfabetización femenina del 58,76%.